# Municipio Matachí
Koordinaten: 28° 49′ N, 107° 42′ W
Matachí ist ein Municipio mit gut 3000 Einwohnern im mexikanischen Bundesstaat Chihuahua. Das Municipio hat eine Fläche von 728 km². Verwaltungssitz und größter Ort des Municipios ist das gleichnamige Matachí.
Im Municipio Matachí liegt ein Teil des Naturschutzgebiets Tutuaca.

## Geographie
Das Municipio Matachí liegt im westlichen Teil des Bundesstaats Chihuahua auf einer Höhe zwischen 1800 m und 2700 m. Es zählt zur Gänze zur physiographischen Provinz der Sierra Madre Occidental. 87 % des Municipios liegen in der hydrologischen Region Sonora Sur und entwässern über den Río Yaqui in den Golf von Kalifornien, der Rest liegt in den Cuencas Cerradas del Norte (Casas Grandes), einem endorheischen Becken. Die Geologie des Municipios wird zu 42 % von Konglomeratgestein bestimmt bei 23 % rhyolithischen Tuffen, 16 % Tuffen, 12 & Basalt und 5 % Alluvionen; vorherrschende Bodentypen im Municipio sind der Leptosol (34 %), Luvisol (27 %), Phaeozem (18 %) und Durisol (12 %). 68 % des Municipios sind bewaldet, 25 % dienen dem Ackerbau, 6 % werden als Weideland genutzt.
Das Municipio grenzt an die Municipios Temósachi, Namiquipa und Guerrero.

## Bevölkerung
Beim Zensus 2010 wurden im Municipio 3104 Menschen in 973 Wohneinheiten gezählt.  Davon wurden 24 Personen als Sprecher einer indigenen Sprache registriert, darunter 22 Sprecher der Tarahumara-Sprache. 4,5 Prozent der Bevölkerung waren Analphabeten. 1137 Einwohner wurden als Erwerbspersonen registriert, wovon 71,5 % Männer bzw. 5,7 % arbeitslos waren. 4,6 Prozent der Bevölkerung lebten in extremer Armut.

## Orte
Das Municipio Matachí umfasst 25 bewohnte localidades, von denen lediglich der Hauptort vom INEGI als urban klassifiziert ist. Fünf Orte wiesen beim Zensus 2010 eine Einwohnerzahl von über 100 auf. Die größten Orte sind:
| Ort                           | Einwohner |
| Matachí                       | 1710      |
| Ejido Buenavista (Buenavista) | 0382      |
| Tejolocachi                   | 0373      |